# Brooks Reed
Brooks Reed (Tucson, 28 febbraio 1987) è un giocatore di football americano statunitense che gioca nel ruolo di linebacker per gli Arizona Cardinals della National Football League (NFL). Fu scelto nel corso del secondo giro (42º assoluto) del Draft NFL 2011 dagli Houston Texans. Al college ha giocato a football all'Università dell'Arizona.

## Carriera professionistica

### Houston Texans

#### 2011
Reed fu scelto nel corso secondo del giro del Draft 2011 dagli Houston Texans. I Texans lo nominarono titolare nella settimana 6 in seguito all'infortunio del Mario Williams. Nella sua prima gara come titolare, Reed fece registrare 6 tackles. Nella seconda gara come titolare mise a segno il suo primo sack contro i Tennessee Titans il 23 ottobre 2011. Nella sua stagione da rookie disputò tutte le 16 partite della stagione regolare, undici delle quali come titolare terminando con 45 tackle e 6,0. I Texans vinsero la propria division e si qualificarono per la prima volta nella loro storia per i playoff.

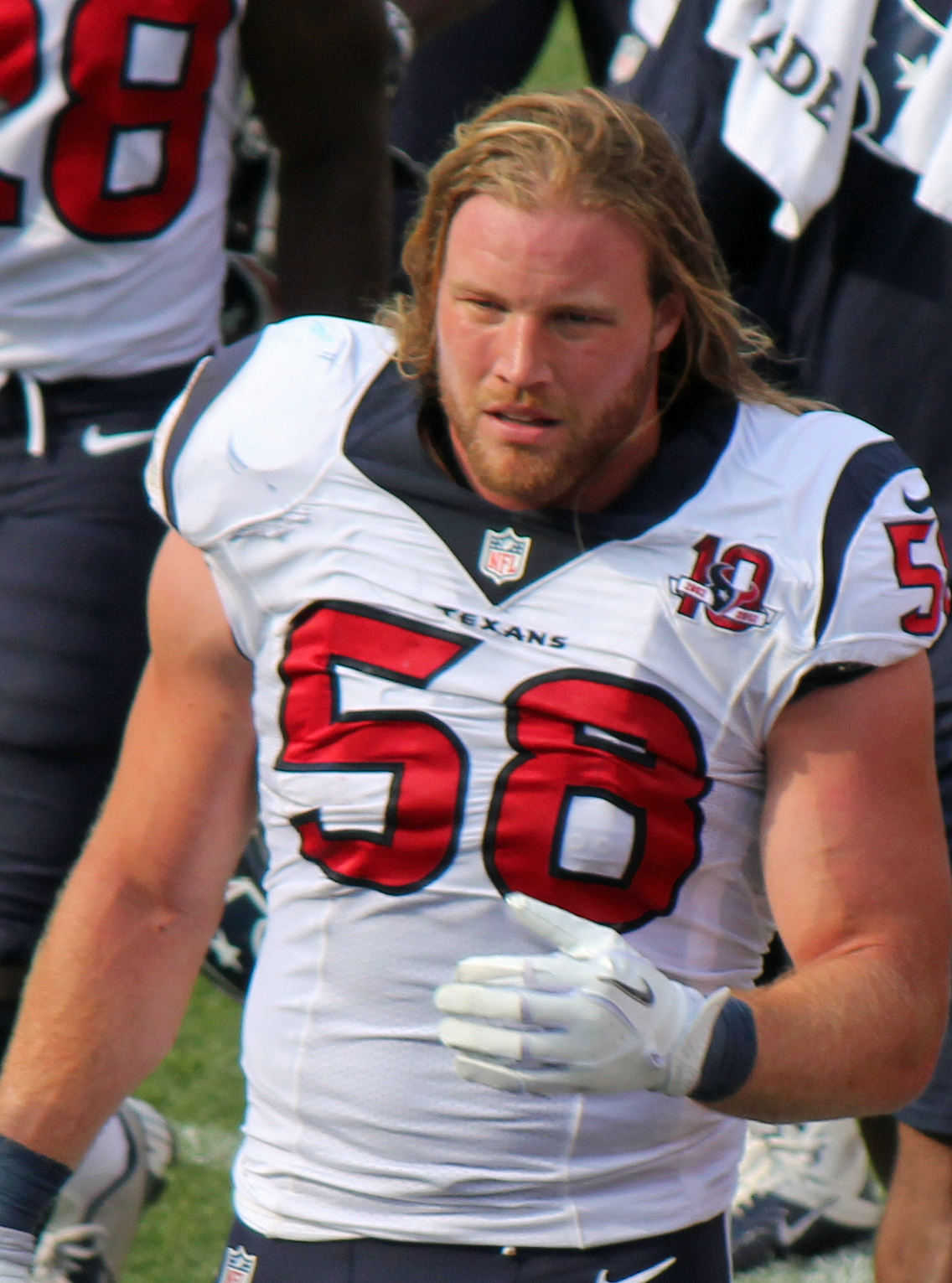
Reed coi Texans.

Nella loro prima gara di playoff, il 7 gennaio 2012, i Texans vinsero 31-10 contro i Cincinnati Bengals. Nel Divisional Round contro i Baltimore Ravens il 15 gennaio 2012, Reed mise a segnò 2,5 sack sul quarterback Joe Flacco, eguagliato dal compagno rookie J.J. Watt. I Texans furono però sconfitti 20-13, terminando la loro corsa nei playoff.

#### 2012
Reed disputò 12 partite, tutte come titolare, nella stagione 2012, scendendo a 27 tackle e 2 sack, oltre a due passaggi deviati. Nel primo turno di playoff, nuovamente contro i Bengals, il giocatore mise a segno un sack su Andy Dalton con Houston che passò agevolmente il turno. La squadra fu eliminata nel turno successivo dai New England Patriots.

### 2013
Il primo sack della stagione, Reed lo fece registrare nella settimana 4 contro i Seattle Seahawks futuri vincitori del Super Bowl, da cui i Texans furono battuti solo ai supplementari. Gli altri due nelle settimane 14 e 15, nelle sconfitte contro Jacksonville Jaguars e Indianapolis Colts. Per la prima volta disputò tutte le 16 partite come titolare, terminando con un nuovo primato in carriera di 56 tackle.

### 2014
Nella settimana 2 del 2014, Reed mise a segno il primo intercetto in carriera ai danni di Derek Carr degli Oakland Raiders.

### Atlanta Falcons
Il 10 marzo 2015, Reed firmò un contratto quinquennale del valore di 22 milioni di dollari con gli Atlanta Falcons.

### Arizona Cardinals
Nel 2019 Reed firmò con gli Arizona Cardinals.

## Palmarès

### Franchigia
- National Football Conference Championship: 1

Atlanta Falcons: 2016

## Statistiche
| Partite totali      | 60   |
| Partite da titolare | 52   |
| Tackle              | 169  |
| Sack                | 14,5 |
| Intercetti          | 1    |
| Fumble forzati      | 1    |

Statistiche aggiornate alla stagione 2014